# Presentationsskikt
Presentationsskiktet är det sjätte lagret i OSI-modellen.
Presentationsskiktet innehåller den information som överförs utifrån den datarepresentation (syntax) som bestäms av applikationsskiktet. Därför kallas det ibland för syntaxlagret. Eftersom data kan kommuniceras i olika sorters format och utgå ifrån varierande typer av tjänster så är presentationslagret ansvarig för att integrera alla format till ett standardformat.
Ett förenklat sätt att beskriva denna process är att presentationslagret översätter data så att applikationslagret kan förstå (Till exempel en text som har formattet ASCII och kanske behöver översättas till EBCDIC. Detta fungerar på ett liknande sätt när presentationslagret översätter data som den tar emot ifrån applikationslagret och skickar till sessionlagret. 

## Beskrivning
Presentationsskiktet är det lägsta skiktet i OSI-modellen som utvecklare överväger datastruktur och presentation, istället för att endast skicka data i form av paket mellan värdar.
Ett vanligt problem som presentationsskiktet kan stöta på är representation av strängar – vare sig det handlar om Pascal-metoden (längden angiven med ett heltal, följt av det angivna antalet bytes) alternativt ”C/C++”-metoden. Konceptet är att applikationsskiktet ska peka på de specifika data som ska flyttas, och att presentationsskiktet hanterar resten.
Serialisering från komplexa data strukturer till mindre bytes (genom att använda mekanismer såsom XML) kan vara sedd som den huvudsakliga funktionaliteten av presentationsskiktet.
En annan funktion av presentationsskiktet är kryptering (som även kan utföras i applikations-, sessions-, transport- och nätverksskikten). Även dekryptering hanteras av presentationsskiktet. Ett exempel på detta är när inloggningar sker på bankers hemsidor så dekrypterar presentationsskiktet data när den är mottagen. 
Flera applikationer och protokoll som används i stor utsträckning gör ingen distinktion mellan presentation och applikationsskiktet. HTTP är ett exempel på detta då det är generellt sett som ett applikationsskiktsprotokoll men som även har egenskaper som hör till presentationslagret, såsom förmågan att identifiera och utföra syntaxkonversion (vilket sedan utförs i applikationsskiktet).
I OSI-modellen säkerställer presentationsskiktet att informationen som skickas från applikationsskiktet på ett system går att förstå av applikationsskiktet på ett annat system. Om ett datorprogram kommunicerar med en annan dator, där det ena systemet använder teckenkodningen EBCDIC (Extended Binary Coded Decimal Interchange Code) och det andra systemet använder ASCII för att representera samma tecken kan presentationsskiktet översätta mellan olika dataformat genom att använda ett gemensamt format för informationsöverföringen.

## Tjänster
Följande tjänster utförs i presentationsskiktett:
- Syntaxkonversion, t.ex. i form av komprimering.
- Nätverkssäkerhet i form av kryptering
- bitordning
- byteordning
- filformat

## Delskikt
Två delskikt kan hittas inom presentationslskiktet då applikationer och nätverk kan variera i dess egenskaper. Dessa är common application service element (CASE) samt det specific service element(SASE).

### CASE
Detta delskikt bidrar applikationsskiktet med tjänster samt begär tjänster ifrån sessionsskiktet. Exempel på de tjänster som kan förekomma är :
- ACSE (Association Control Service Element)
- ROSE (Remote Operation Service Element
- CCR (Commitment Concurrency and Recovery)
- RTSE (Reliable Transfer Service Element

### SASE
Exempel på tjänster inom detta skikt är bland annat:
- FTAM (Som hanterar filöverföring och tillträde)
- Mms
- DTP (Transaction Processing)

## Protokoll
Nedan syns andra protokoll som i vissa fall är sedda som en del av detta skikt:
- AFP
- ICA
- LPP
- NCP
- NDR
- Telnet
- Tox (ses ibland som en del av både presentations samt applikationsskiktet)
- XDR
- PAD